# Serromyia zuluensis
Serromyia zuluensis är en tvåvingeart som beskrevs av Meillon och Wirth 1981. Serromyia zuluensis ingår i släktet Serromyia och familjen svidknott. Inga underarter finns listade i Catalogue of Life.